# Astrid Allwyn
Astrid Allwyn (Manchester, 27 november 1905 — Los Angeles, 31 maart 1978) was een Amerikaanse toneel- en filmactrice.

## Carrière
Astrid Allwyn studeerde dans en toneel in New York en werd daarna lid van een toneelgezelschap. Ze maakte haar debuut op Broadway in 1929 in Elmer Rice's toneelstuk Street Scene. Haar sterke acteertalent werd ontdekt toen ze in het toneelstuk Once in a Lifetime speelde, vanaf dat moment werd ze ook regelmatig voor films gecast.

## Privéleven
Allwyns eerste echtgenoot was de acteur Robert Kent, samen speelden ze in de Shirley Temple-film Dimples (1936). Ze scheidde van Kent in 1941, waarna ze hertrouwde met Charles O. Fee. De twee bleven getrouwd tot Astrid Allwyn in 1978 op 72-jarige leeftijd stierf aan kanker. Twee van haar dochters werden ook actrice, namelijk Melinda en Vicki O. Fee.

## Filmoverzicht
- Lady with a Past (1932)
- Love Affair (1932)
- The Girl from Calgary (1932)
- Hello, Sister! (1933)
- Servants' Entrance (1934)
- The White Parade (1934)
- Mystery Liner (1934)
- One More Spring (1935)
- Hands Across the Table (1935)
- Charlie Chan's Secret (1936)
- Follow the Fleet (1936)
- Dimples (1936)
- Stowaway (1936)
- International Crime (1937)
- Venus Makes Trouble (1937)
- Love Affair (1939)
- Miracles for Sale (1939)
- Mr. Smith Goes to Washington (1939)
- Reno (1939)
- City of Missing Girls (1941)
- No Hands on the Clock (1941)
- Melody for Three (1941)

- Biblioteca Nacional de España: XX5025020
- Bibliothèque nationale de France: cb14006648t (data)
- Gemeinsame Normdatei: 143293826
- International Standard Name Identifier: 0000 0000 0137 0143
- Library of Congress Control Number: n85262635
- Nationale Bibliotheek van Israël: 987007347994405171
- Système universitaire de documentation: 157442608
- Virtual International Authority File: 71589447
- WorldCat: E39PCjw88DBhXGCd4qgXfvg4VP